# Großsteingrab Jeggen

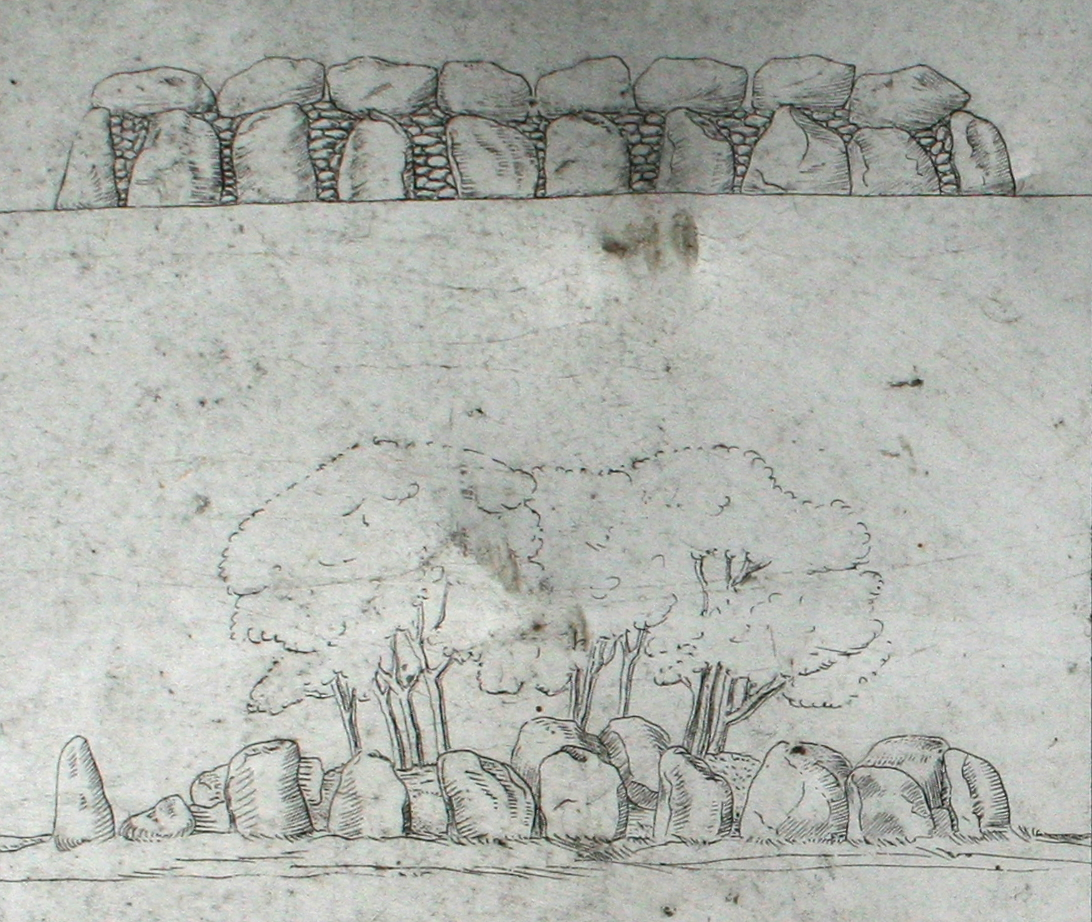
Rekonstruktion des ursprünglichen Aussehens und heutiger Zustand; Zeichnung von Ernst Sprockhoff (1926)

Das Großsteingrab Jeggen ist ein neolithisches Ganggrab vom Typ Emsländische Kammer mit der Sprockhoff-Nr. 922. Es entstand zwischen 3500 und 2800 v. Chr. und ist eine Megalithanlage der Trichterbecherkultur (TBK). Neolithische Monumente sind Ausdruck der Kultur und Ideologie neolithischer Gesellschaften. Ihre Entstehung und Funktion gelten als Kennzeichen der sozialen Entwicklung.

## Lage
Das Großsteingrab liegt am Niederfeldweg etwa 300 Meter südöstlich von Jeggen, einem Ortsteil von Bissendorf, im Landkreis Osnabrück in Niedersachsen.

## Beschreibung
Die Tragsteine der 17 × 3 Meter messenden Nordost-Südwest orientierten Kammer sind nahezu vollständig erhalten, befinden sich aber, wie die Decksteine, von denen einige zerbrochen sind, weitgehend nicht mehr in situ. Reste der Einfassung und des Hügels lassen sich nicht nachweisen.